# رايموند فيرتشايلد
رايموند فيرتشايلد (بالإنجليزية: Raymond Fairchild)‏ هو عازف بانجو أمريكي، ولد في 15 مارس 1939.

## وصلات خارجية
- رايموند فيرتشايلد على موقع ميوزك برينز (الإنجليزية)
- رايموند فيرتشايلد على موقع ديسكوغز (الإنجليزية)